# Budolfi Kirke
Budolfi Kirke er Aalborgs domkirke med en central placering i byen på Budolfi Kirkeplads mellem Algade og Gammeltorv. Kirkens nuværende form er fra 1941-43, hvor kirken gennemgik en større udvidelse og ombygning. Forinden har der ligget en trækirke fra 1000-tallet.
Kirken var i middelalderen indviet til den engelske helgen Botholphus (genitiv Botholphi), på dansk kaldet Sankt Budolf. I 870 ødelagde danske landsmænd, Botholphus kloster, hvor hans relikvier blev reddet og delt ud på tre engelske klostre. Dette gjorde Botholphus kendt både i England og i udlandet. I England er der indviet 70 kirker til ham og i Danmark var det syv kirker, hvor kun kirken i Aalborg og på Bornholm har beholdt Budolfi-navnet.
Før reformationen var Børglum Kloster domkirke, men efter reformationen flyttede man bispesædet væk fra Børglum. I 1553 besluttede den danske konge, at biskoppen skulle bo i Aalborg. Aalborg hørte dengang til Viborg stift, men i 1554 blev Aalborg flyttet fra Viborg stift og blev til det nuværende Aalborg stift, hvor kirken blev domkirke for Aalborg Stift og sognekirke i Budolfi Sogn.
Budolfi Kirke er opbygget med et midterskib, to sideskibe, våbenhus og tårnrum i slutningen af 1300-tallet i gotisk stil i gule munkesten. Den nævnes i Danske Atlas med årstallet 1399. I 1899-1900 blev sakristiet mod nord – Gammel Torv - tilføjet ved en stor renovering af kongelig bygningsinspektør Hack Kampmann, og i 1942-1943 tilføjede kongelig bygningsinspektør Einar Packness 14 meter til koret samt kapelbygningen mod syd – Algade.
Spiret er opført i 1779 for de testamentariske gaver, som søskendeparret Jacob og Elisabeth Himmerig gav i henholdsvis 1773 og 1774. Spiret har siden da stået som Aalborg bys vartegn.
De 4 identiske urskiver, der sidder på hvert af tårnets sider er udført i 1817 af den aalborgensiske blikkenslagermester Frederich Vilhelm Meyer. På tårnets sydside findes et solur, som fortæller, at kirken ikke ligger øst/vest, men 10 grader mod syd.
- Tårn
- Døbefonten
- Hovedrummet
- Krucifixet
- Orgelet
- Prædikestolen
- Tværskib med trappegavle

## Eksterne kilder og henvisninger
- Wikimedia Commons har flere filer relateret til Budolfi Kirke
- Budolfi Kirke hos KortTilKirken.dk